# 莫與京
莫與京，雲南鹤庆军民府軍籍，浙江杭州府钱塘县人。明朝政治人物，萬曆乙酉雲南鄉試解元，萬曆己丑進士。官知縣。

## 生平
萬曆十三年（1585年）乙酉科雲南鄉試第一名舉人，萬曆十七年（1589年）己丑科進士，授宜宾县知县。